# Enclos paroissial du Tréhou
L'enclos paroissial du Tréhou est un enclos paroissial situé dans la commune de Le Tréhou (Finistère, Bretagne). Il inclut l'église Sainte-Pitère et un calvaire inscrit monument historique en 1926.

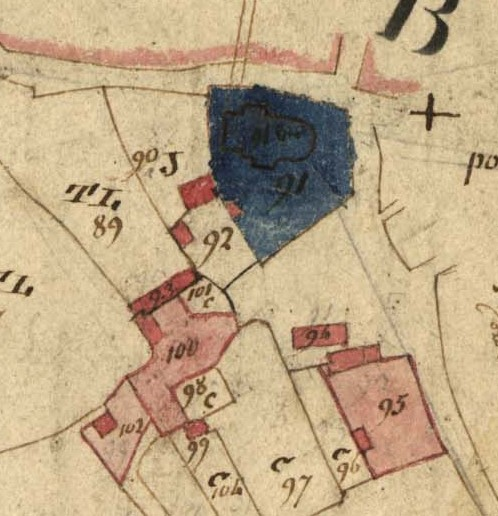
Plan de l'enclos en 1811.

## Galerie

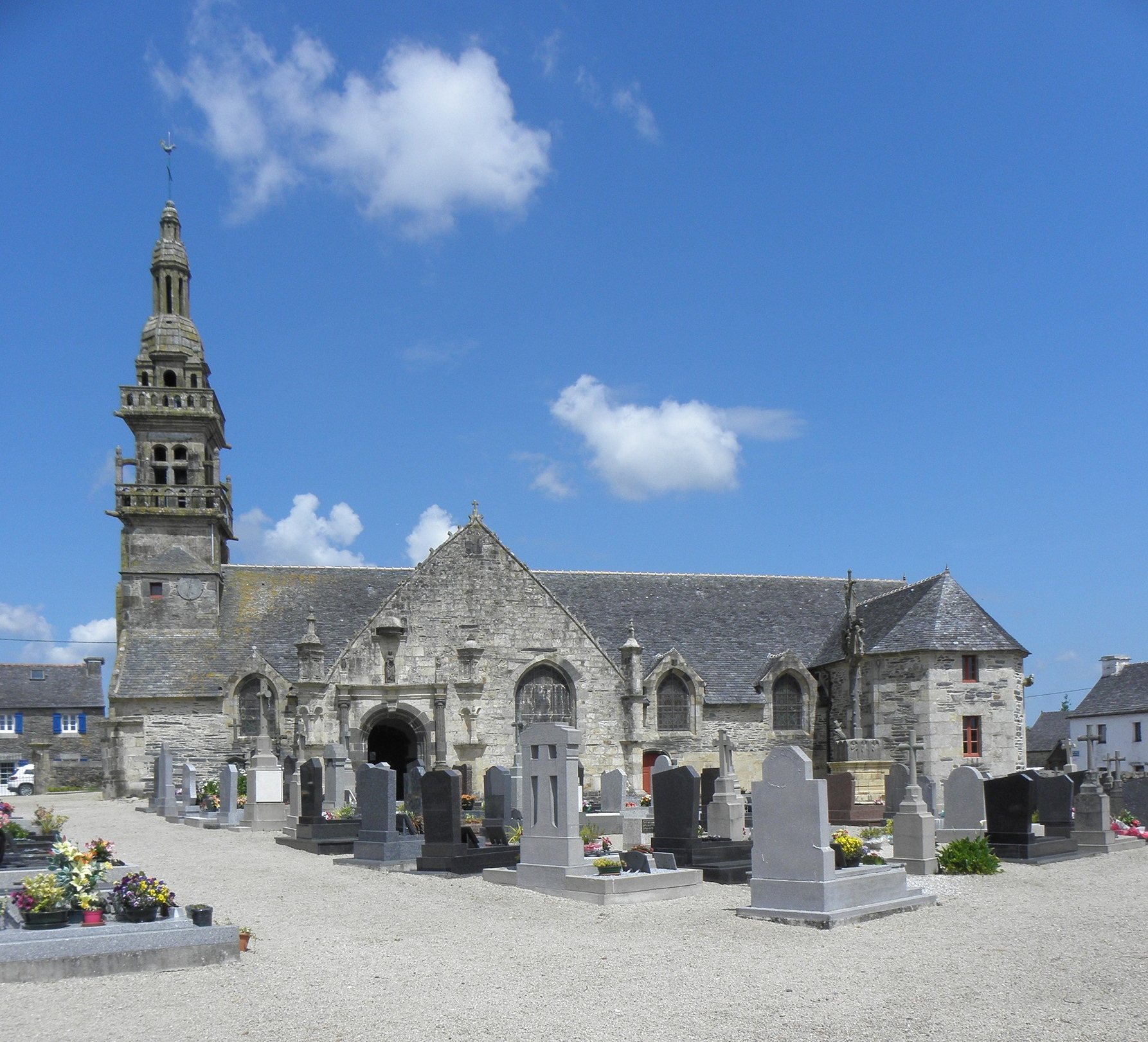
L'église.
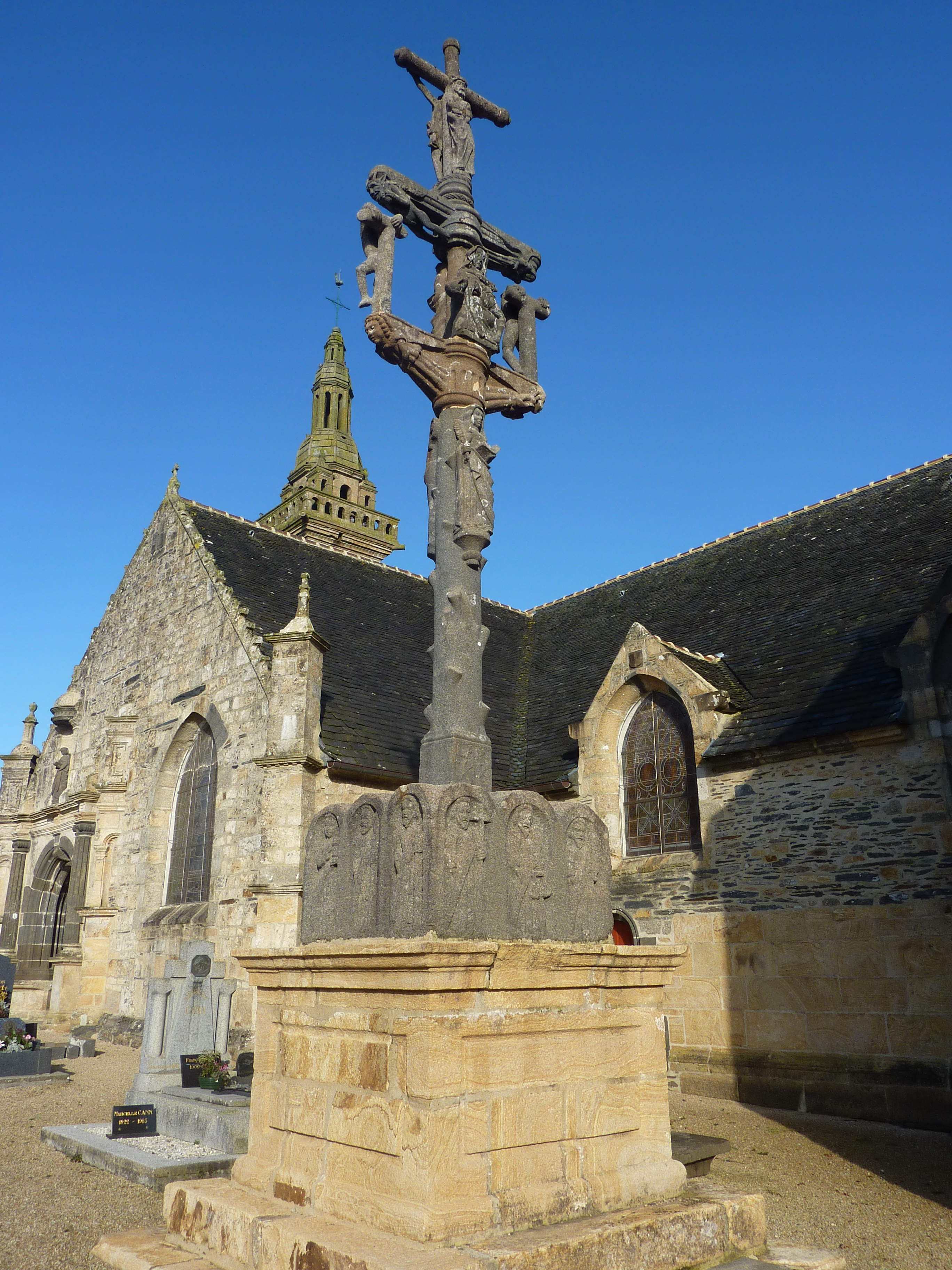
Le calvaire.